# Nanjō
Nanjō (南城市?, Nanjō-shi) è una città giapponese della prefettura di Okinawa ed è situata nell'isola di Okinawa.